# سوق المخلاف (قفل شمر)

تعديل مصدري - تعديل

سوق المخلاف هي إحدى قرى عزلة المخلاف بمديرية قفل شمر التابعة لمحافظة حجة، بلغ تعداد سكانها 40 نسمة حسب تعداد اليمن لعام 2004.